# Джордж М. Джордж
Георги Бориславов Миндизов, известен като Джордж М. Джордж, Силвестър Голд, Боб Куин и Уилям Стейн, е сред най-продуктивните и популярни български автори на книги-игри и създател на поджанра стратегически книги-игри (стратове).
През 1990-те години са издадени 20 негови книги-игри и 15 страта. .

## Биография
Роден е на 17 април 1960 г. в Плевен. Там учи технология на металите в ТМЕТ „Цанко Станчев“ (механотехникум), а по-късно завършва висше образование със същата специалност във ВМЕИ „Ленин“. След завършването си работи в сферата на тежката промишленост като технолог в НПК „Ядрена техника“, Плевен и ЗМК, Стражица. В началото на 1990-те години създава лична фирма за проектиране на метални конструкции, в която работи до 1994 г. Тогава основната му дейност става писането на книги-игри и стратове. След 2001 г. и крах на жанра той работи в областта на рекламата, графчния и уеб дизайн, предпечата и впоследствие като програмист на бази данни.

## Книгите-игри
Макар първият му допир до интерактивната литература да е още в края на 1980-те години с разказа „Игра на смърт“, той прописва едва, след като прочита първите издадени книги на Любомир Николов – Нарви – „Огнена пустиня“ и „Замъка на таласъмите“. Първата книга-игра на Джордж е „Господарят на мрака“ (1993 г. ИК „Плеяда“), която първоначално е носела заглавието „Сянката на мрака“. По-сериозната част от творчеството му се издава от ИК-Астрала и ИК-Мега, а в залеза на жанра издава и няколко книги с ИК „Бард“ . Пише основно в областта на фентъзито, фантастиката, както и значителен брой книги-игри, вдъхновени от исторически събития.
Вдъхновен от участието си в борсовата търговия написва и нестандартната поредица „Пари и Гангсери“, книги-игри с бизнес тематика, примесени с по-стандартните за жанра елементи. Откровеното му влечение към по-комплексни правила, цикличност и преиграваемост стават все по-видими с всяка следваща книга, като през 1997 г. довеждат до издаването на нова по рода си книга-игра, „Командос“, с която той полага началото на поджанра стратегически книги-игри (стратове). Джордж се съсредоточава основно върху него, тъй като тази форма пасва по-добре на неговите предпочитания, значително към играта над литературата, както сам казва.
С издадените си петнадесет страта е и най-активният автор на този тип игри. Поради комерсиални причини някои от стратовете са базирани на известни филми и игри, като „Смъртоносна битка“, „Междузвездни войни“, „Пришълецът“ и т.н.
Към стратегическата игра „Джонга“ излиза като добавка чисто литературна новела, която е един от малкото известни негови произведения извън интерактивния жанр. Той проявява интерес и в други сфери от жизнения път на книгите. Първата му самостоятелна предпечатна обработка е в „Битката за Америка“, а в сферата на дизайна за първи път изработва картите и схемите за „Войната на Понтиак“, като впоследствие доразвива тези умения и полага основите на своята настояща професия.

### Книги-игри
- 1993 „Господарят на мрака“
- 1993 „Звездни бойци“
- 1994 „Легионът на отмъстителите“
- 1994 „Древното зло“
- 1994 „Духът на прерията“
- 1994 „Планетата на смъртта“
- 1994 „Сенките на мрака“ (под псевдонима Боб Куин)
- 1995 „Войната на Понтиак“
- 1995 „Пари и гангстери-1“ (под псевдонима Силвестър Голд)
- 1995 „Пари и гангстери-2“ (под псевдонима Силвестър Голд)
- 1995 „Проклятието на меча“
- 1996 „Арена“
- 1996 „Битката за Америка“
- 1996 „Крепост в облаците“
- 1996 „Пари и гангстери-3“ (под псевдонима Силвестър Голд)
- 1997 „Арена-2“
- 1997 „Часът на вампира“ (под псевдонима Силвестър Голд)
- 1997 „Часът на вещицата“
- 1998 „Арена-3“
- 1998 „Вълшебната тетива“

### Стретегически книги-игри
- 1997 „Командос“
- 1997 „Джонга“
- 1997 „Лорд и Магьосник“
- 1998 „Космически завоеватели“
- 1998 „Кукловодът“
- 1998 „Лорд Дракон“
- 1998 „Пришълецът“
- 1998 „Рейнджър“
- 1998 „Смъртоносна битка“
- 1998 „Тотално унищожение“
- 1998 „Троянската война“ (битки и стратегии)
- 1999 „Анибал срещу Рим“ (битки и стратегии)
- 1999 „Кибернетични войни“ (виртуална игра)
- 1999 „Създател“
- 1999 „Хищникът“ (под псевдонима Уилям Стейн)